# 10-es busz (Szeged)
A szegedi 10-es jelzésű autóbusz a Tarján, Víztorony tér és a Honvéd tér között közlekedett. A város egyik legsűrűbben közlekedő autóbuszos viszonylata volt, amelyet 2013. december 21-étől a 10-es trolibusz váltott fel. A troli módosított-hosszabbított útvonalon jár.
A hosszú üzemidejű, állandó autóbuszviszonylat a reggeli és délutáni csúcsidőben is 10 perces követési idővel közlekedett. Szabadnapokon kora reggel, délután és este 20, délelőtt 15 percenként, munkaszüneti napokon pedig egész nap 20 percenként közlekedett.

## Története
Egy 1969-ben kiadott (érvényes 1969. június 1-től) hivatalos menetrend alapján már lételezett Szegeden egy 10-es autóbuszjárat. Azonban ez a járat még teljesen már irányban, más nyomvonalon közlekedett, és a járatok számozása is merőben más volt.
Tarján kiépítése 1968-ban kezdődött az Olajos és a Csörlő utcákban átadott még téglablokkos épületekkel. Rohamosabb fejlődése ezen városrésznek csak 1971-től a panelos építkezés megkezdésével indult, amely maga után vonta a tömegközlekedés fejlesztését is. Az 1969-es menetrend alapján az akkor Szegeden közlekedő 10-es autóbusz a szegedi és az újszegedi vasútállomást kötötte össze (Szeged Személy pu.–Széchenyi tér–Újszeged vá.)
Megállóhelyek: Szeged, Személy p.u. – Hámán Kató utca – Bécsi körút – SZTK rendelő – Széchenyi tér Mezőker – Vedres u. bérházak (csak újszeged felé) – Ligetvendéglő (csak Szeged p.u. felé) – Újszeged V.á.
A járatok az alábbi időpontban indultak: Személy p.u.tól: 5:02, 5:55, 7:50, 9:52, 10:52, 12:20, 14:35 (csak munkanapokon) 16:40, 18:10, 19:40, 21:20 – Újszeged V.á-tól: 5:00, 5:15 (munkanapokon), 5:20 (munkaszüneti napokon) 7:15, 7:35, 10:10, 11:40, 13:25, 15:00 (munkanapokon), 17:15, 19:20, 19:55, 21:35.

### Tarján megépítése után
Tarjánváros felé csak az 1970-es évek elejétől közlekedek jártok. Kezdetben a végállomása még nem a Víztorony tér volt, hanem a Csörlő utca, Olajos utca. Az első járatok 1970-1971-ben indultak, de még 9-es jelzéssel, és a szegedi Vízműig közlekedtek.
1972. október 1-től érvényes, a Volán 10. sz. vállalata Szeged hivatalos menetrendje alapján:
10-es járat útvonala: Tarjánváros–MÁV Igazgatóság–Szegedi vízmű
Megállóhelyek: Tarján város v.á. – Tarján 115. épület – Tarján Víztorony – Tarján 312. épület – Retek utca – Szent György tér – Radnóti Gimnázium – MÁV Igazgatóság – Jégkunyhó – Dugonics tér – SZTK Rendelő – Szegedi vízmű.
A járatok csúcsidőben 10, csúcsidőn kívül 20 percenként közlekedtek. A menetidő 13 perc volt, útvonala 5,2 km hosszú volt. Két betétjárat is közlekedett. 10A jelzéssel a Tarjánváros–MÁV Igazgatóság a fentivel megegyező útvonalon, amelynek menetideje 9 perc, útvonalának hossza 3,7 km volt. A járatok külön meghirdetett időpontokban indultak. A 10Y a Tarjánváros–Csillag tér–Központi egyetem útvonalon járt. 
10/Y járat megállói: Tarjánváros v.á. – Tarján 115. ép – Tarján Víztorony – Tarján 320.ép. – Fecske utca – Cipőgyár – Szt. György tér – Radnóti Gimnázium – MÁV Igazgatóság – Jégkunyhó – Dugonics tér – Központi Egyetem. A követési idő 10 és 20 perc, munkaszüneti napokon 20 perc volt. Menetideje 13 perc, útvonalának hossza 4,8 km volt.

### Áthelyezés a Víztorony térre
1973. szeptember 30-tól érvényes menetrend alapján a 10-es járatok végállomása Tarján, Víztorony térre kerül át. A járat útvonala a Tarján Víztorony–Szegedi Vízmű viszonylatra változott. 
Követési idő: 10, 20 perc, munkaszüneti napokon 20 perc. Menetideje 13 perc, útvonalának hossza 4,4 km volt. A 10A járat ekkor már nem szerepelt a menetrendben. A 10Y járat a Tarján, Víztorony tértől változatlan útvonalon, változatlan követési idővel közlekedett.
A 10-es járat 1978-tól közlekedett a Tarján Víztorony tér–Szilléri sgt.–Lenin krt.–Honvéd tér útvonalon.
10-es járat útvonala: 
Megállóhelyek: Tarjánváros, Víztorony – Szilléri sgt (ma: Csillag tér) – Fecske utca – Cipőgyár (ma: Római krt-Szilléri sgt.) – II. ker. Tanács (ma: Gál utca) – Lengyel utca – Hungária szálló (ma: Glattfelder Gyula tér) – Kálvin tér (ma: áthelyezve, Anna-kút) – Centrum Áruház – Gutenberg utca (ma: áthelyezve: Dugonics tér) – Dugonics tér (Honvéd tér-Tarján viszonylatban) – Honvéd tér
Járatok Tarján Víztoronytól: naponta: 4,45-22,45-ig 10 percenként – Honvéd térről: 5.00-23.00-ig 10 percenként közlekedtek. Menetideje 13 perc, útvonalának hossza 3,8 km volt.
2004. július 3-ától a Tisza Lajos körút átépítése alatt csak a Kálvin térig járt a 10-es.
2008. július 15. és október 16. között az Anna-kúti kereszteződés átépítése alatt a Tisza Lajos körút – Dózsa u. – Vörösmarty u. – Széchenyi tér – Kiss Ernő u. – Tisza Lajos krt. terelőútvonalon közlekedett.
2013. december 20-án volt az utolsó üzemnapja, 20-án délutántól a 10-es troli indult helyette, a buszjárat 21-én szűnt meg teljesen.

## Járművek
A vonalon általában csuklós autóbuszok közlekedtek, ezek többsége alacsony padlós Mercedes-Benz Conecto G és Volvo 7700A típusú volt, de hétvégente Mercedes-Benz Conectók, Ikarus 260-asok és 260G-k is előfordultak. Ezek mellett – főleg csúcsidőben – előfordultak még Ikarus 280, 280G és 435 típusú járművek.

## Útvonala
| Honvéd tér felé | Tarján, Víztorony tér felé |
| --- | --- |
| Tarján, Víztorony tér vá. – Budapesti körút – Csillag tér – Szilléri sugárút – Római körút – József Attila sugárút – Tisza Lajos körút – Dugonics tér – Honvéd tér vá. | Honvéd tér vá. – Dugonics tér – Tisza Lajos körút – József Attila sugárút – Római körút – Szilléri sugárút – Csillag tér – Budapesti körút – Tarján, Víztorony tér vá. |

## Megállóhelyei
| 0  | Tarján, Víztorony tér            | 14 |
| 1  | Csillag tér (Budapesti körút)    | 13 |
| 4  | Fecske utca                      | 12 |
| 6  | Római körút (Szilléri sugárút)   | 11 |
| 8  | Lengyel utca (↓) Gál utca (↑)    | 10 |
| 9  | Glattfelder Gyula tér            | 8  |
| 10 | Anna-kút (Tisza Lajos körút)     | 6  |
| 11 | Centrum Áruház                   | 4  |
| 12 | Dugonics tér (Tisza Lajos körút) | 3  |
| ∫  | Dugonics tér                     | 1  |
| 14 | Honvéd tér végállomás            | 0  |